# 惠加爾帕

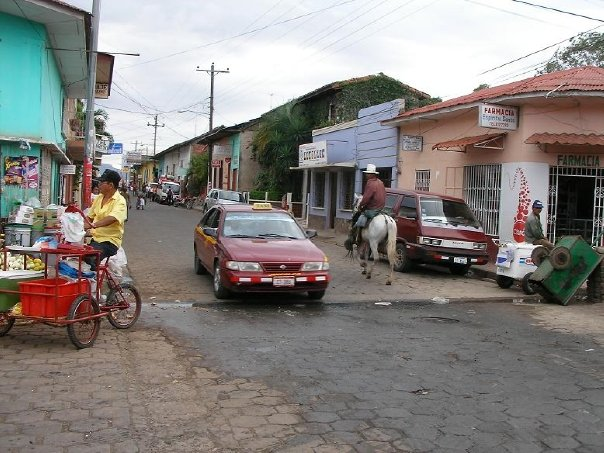
惠加爾帕

惠加爾帕（西班牙語發音：[xwiˈɣalpa]）是尼加拉瓜的城市，也是瓊塔萊斯省的首府，位於該國中部，始建於1668年4月24日，面積726.75平方公里，海拔高度117米，2002年人口71,320，人口密度為每平方公里98人。

## 外部連結
- Chontales, Nicaragua (in Spanish) （页面存档备份，存于）

12°06′N 85°22′W / 12.100°N 85.367°W